# Aviación Naval de Ucrania
Aviación Naval de Ucrania:(en ucraniano: Морська Авіація, en romanizado: Morska Aviatsiya) es un componente de la Armada de Ucrania.
Durante la Disolución de la Unión Soviética, una parte importante de la Aviación Naval Soviética tenía su sede en Ucrania, que estaba destinada a apoyar a la Flota del Mar Negro. Estas fuerzas incluían la 2.ª División de Aviación de Misiles Marítimos de la Guardia (Gvardeyskoye, Óblast de Crimea), con tres regimientos de Tu-22M2 de ataque marítimo (5.º, 124.º en Gvardeskoye, Óblast de Crimea y el 943.º en Oktyabrskoye), y el 30.º Regimiento de Aviación de Reconocimiento Marítimo independiente. (Saki-Novofedorovka, Óblast de Crimea) de Tu-22Ps.
En la segunda mitad de 1997, cuando Ucrania y Rusia acordaron cómo dividir la Flota del Mar Negro, Ucrania recibió 12 aviones y 30 helicópteros.

Insignia de la Aviación Naval de Ucrania

## Historia
Ucrania heredó de la Unión Soviética grandes unidades de aviación naval. Estos incluían aviones grandes como el Tupolev Tu-142 y el Tupolev Tu-22M, sin embargo, estos fueron desechados bajo el Memorando de Budapest. Los aviones de combate como el Mig-29 fueron dados de baja por razones presupuestarias o transferidos a la fuerza aérea.
El inventario restante incluía helicópteros de transporte, de ataque y de guerra antisubmarina, así como numerosas aeronaves de transporte. Las unidades navales de Ucrania, junto con algunas unidades de aviación, participaron en varios despliegues, como la Operación Atalanta y la Operación Ocean Shield.

### Crisis Ruso Ucraniana de 2014
Durante la intervención militar rusa en Ucrania, la aviación naval ucraniana logró que varios de sus aviones y helicópteros volaran desde su base aérea Novofedorivka para volar a bases en Ucrania continental el 5 de marzo. Esto incluía un Kamov Ka-27PL y tres helicópteros marítimos Mil Mi-14PL, y un anfibio Beriev Be-12 y dos transportes Antonov An-26.
Más de una decena de aviones y helicópteros, que estaban en mantenimiento, tuvieron que ser dejados atrás. La sostenibilidad a largo plazo de los helicópteros supervivientes de la Armada de Ucrania es incierta después de que la administración prorrusa de Crimea nacionalizara todas las empresas estatales, incluida la Empresa de Aviación de Sebastopol, que había proporcionado mantenimiento y revisión a largo plazo de los helicópteros del servicio.

### Invasión rusa de Ucrania de 2022
Durante la Invasión rusa de Ucrania de 2022, el 7 de mayo, Ucrania confirmó que el coronel Ihor Bedzay, subcomandante de la Armada Ucraniana , murió en acción. Su Mi-14PS fue derribado por un Sukhoi Su-35 ruso. La Armada de Ucrania también opera el dron Bayraktar TB2 junto con la Fuerza Aérea de Ucrania.

### Brigada de Aviación Naval 10
Todos los aviones navales en servicio están controlados por la 10.ª Brigada de Aviación Naval en Mykolaiv.
- 10ª Brigada de Aviación Naval, Mykolaiv
  - Cuartel Central y Compañía del Cuartel Central
  - Escuadrón Aéreo
  - Escuadrón de helicópteros
  - Batallón de Apoyo Técnico de Señales y Radio
  - Batallón de apoyo técnico y aeródromo
  - Ingeniería técnica y operativa de aviación
  - Ingeniería técnica y operativa de helicópteros
  - Compañía Búsqueda y rescate de combate
  - Compañía Logística
  - Compañía  Meteorológica
  - Pelotón de ingenieros
  - Pelotón de seguridad

Un helicóptero Kamov Ka-27 estaba estacionado en la hundida fragata Hetman Sahaidachny (F130) (una fragata Clase Krivak III). Sin embargo, la fragata podía llevar un máximo de dos helicópteros.

## Enlaces
- Esta obra contiene una traducción  derivada de «Ukrainian Naval Aviation» de Wikipedia en inglés, concretamente de esta versión, publicada por sus editores bajo la Licencia de documentación libre de GNU y la Licencia Creative Commons Atribución-CompartirIgual 4.0 Internacional.